# توماس بيلمونت
توماس بيلمونت (بالإسبانية: Tomás Belmonte)‏ هو رياضي ولاعب كرة قدم أرجنتيني، ولد في 27 مايو 1998 في لانوس في الأرجنتين. لعب مع نادي لانوس.

## وصلات خارجية
- توماس بيلمونت على موقع قاعدة بيانات كرة القدم.إي يو (الإنجليزية)
- توماس بيلمونت على موقع Soccerway.com (الإنجليزية)
- توماس بيلمونت على موقع أوليمبيديا (الإنجليزية)